# رود تیری
رود تیری (روسی: Тыры) یک رودخانه در یاقوتستان کشور روسیه است.